# めぞん一刻〜あなたに会えて、本当によかった〜
めぞん一刻〜あなたに会えて、本当によかった〜（めぞんいっこく あなたにあえてほんとうによかった）は、オリンピアから2009年7月に発売されたパチスロ機（5号機）である。
保通協の型式名はめぞん一刻2BH。2006年発売の『めぞん一刻』に次ぐシリーズ第2弾。

## ゲーム性
本機はART「ドラマチックタイム」によって出玉を増やすゲーム性になっている。
「ドラマチックタイム」は原則として50ゲーム単位の押し順型ARTで、純増枚数は1ゲームあたり約1枚。内部抽選によって次回ボーナスまで継続する「ドラマチックタイムSP」に昇格するほか、主に天井到達から突入する「ウェディングモード」になれば、次回ボーナスまで継続するARTが80%でループする。

## ボーナス
ボーナスは平均純増250枚のビッグボーナスと、純増約50枚のレギュラーボーナスが存在する。ボーナス後はいずれもドラマチックタイム（ART）の抽選を行う。また、ビッグボーナス中にカットインが発生すると青7揃いのチャンスであり、揃った場合にはドラマチックタイム（ART）が確定する。1回のボーナスで青7を1回揃えることでART50、2回揃えることでART150、3回揃えることができれば、ART300ゲーム以上＋ウエディングモードが確定する。
エピソード演出を経由してのボーナス当選は、ビッグボーナス＋ART確定となる。

## エピソード演出
今作では5つのエピソードを搭載している。
- 1st Episode 「待ち合わせ」
- 2nd Episode 「愛の骨格」
- 3rd Episode 「見栄リクルート」
- 4th Episode 「大逆転」
- Last Episode「約束」

Last Episodeに関しては、発生した時点でビッグボーナス＋ART確定（100G以上確定）である。
なお本機は原作をベースに作られているため、2nd EpisodeからLast Episodeは原作でも同じ題名が使われているが、1st Episodeだけは原作の題名「ギンギラギンにさりげなく」を変更している。

## ドラマチックタイム
1セット50ゲーム、純増枚数1ゲーム1枚のARTである。突入契機はボーナス後（またはボーナス中）の抽選のみで、1度の抽選で最大1000ゲームのART当選まである。また、本機のARTにはほかに、次回ボーナスまでART継続の「ドラマチックタイムSP」とボーナス当選後も80%で無限ARTが継続する「ウエディングモード」が存在する。
なお、ART中のボーナス当選はART上乗せ確定である。

## 天井
本機の天井ゲーム数はボーナス後に毎回変化するが、主な天井ゲーム数は510G、950G、1590Gの3種類になる。それぞれのゲーム数は510（五代）、950（響子）、1590（一刻）とかかっている。天井に到達すると、ドラマチックタイムSP（稀にウエディングモード）に突入するが、1590Gでの天井到達はウエディングモード確定である。